# Joseph A. Gilmore

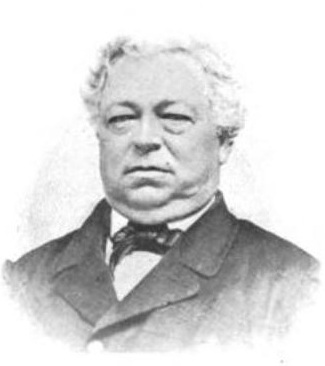
Joseph A. Gilmore

Joseph Albree Gilmore (* 10. Juni 1811 in Weston, Windsor County, Vermont; † 7. April 1867 in Concord, New Hampshire) war ein US-amerikanischer Politiker und von 1863 bis 1865 Gouverneur des Bundesstaates New Hampshire.

## Frühe Jahre und politischer Aufstieg
Joseph Gilmore besuchte die örtlichen Schulen seiner Heimat. Danach betrieb er in Boston ein Ladengeschäft. Nach seinem Umzug nach Concord in New Hampshire eröffnete er im Jahr 1842 einen Gemischtwarenladen. Gleichzeitig war er bei der Concord-and-Claremont-Eisenbahngesellschaft angestellt. Später war er Betriebsleiter bei dieser Gesellschaft.
Politisch war Gilmore ursprünglich ein Anhänger der Whig Party sowie ein Gegner der Sklaverei. Nach dem Niedergang der Whigs trat er 1858 der neuen Republikanischen Partei bei. Zwischen 1858 und 1860 war er Mitglied des Senats von New Hampshire. Im Jahr 1859 war er Präsident dieser Kammer; 1863 wurde er als Kandidat seiner Partei zum Gouverneur seines Staates gewählt.

## Gouverneur von New Hampshire
Joseph Gilmore trat sein neues Amt am 3. Juni 1863 an und konnte nach einer Wiederwahl im Jahr 1864 bis zum 8. Juni 1865 im Amt bleiben. Seine Amtszeit war, genau wie die seines Vorgängers Nathaniel Berry, von den Ereignissen des Bürgerkriegs überschattet, der kurz vor Ablauf von Gilmores Amtszeit im April 1865 zu Ende ging. Solange der Krieg noch andauerte, sorgte der Gouverneur mit Hilfe von Krediten dafür, dass die Soldaten bezahlt werden konnten. Er setzte auch Prämienjäger ein, die im ganzen Staat neue Soldaten für die Armee rekrutierten. Auf diese Weise konnte er die dem Staat New Hampshire vom Bund auferlegte Quote an Soldaten übertreffen.

## Weiterer Lebenslauf
Zum Zeitpunkt seines Ausscheidens aus dem Amt des Gouverneurs war Gilmores Gesundheit bereits angeschlagen. Er zog sich dann aus der Politik zurück und verstarb im April 1867. Gouverneur Gilmore wurde in Cambridge beigesetzt. Mit seiner Frau Ann Page Whipple hatte er elf Kinder.